# Popular Science J-6-2
Popular Science J-6-2 ist ein US-amerikanischer Kurzfilm aus dem Jahr 1936. Der Film stammt aus der gleichnamigen Dokumentarfilmreihe Popular Science.

## Handlung
Der Film zeigt die Wunder der modernen Wissenschaft. Es werden Küchengeräte, Kontaktlinsen, Whirlpools, die Kieselalge und der Boulder Damm vorgestellt.

## Auszeichnungen
1937 wurde der Film in der Kategorie Bester Kurzfilm in Farbe für den Oscar nominiert.

## Hintergrund
Der Film wurde von Gayne Whitman kommentiert.
Produzent Jerry Fairbanks startete 1935 eine Serie über 51 Kurzfilme für Paramount Pictures, der letzte Film wurde 1949 gedreht. Dieser Beitrag ist der zweite aus dem Jahr 1936. Die Herausgeber des Wissenschaftsmagazins Popular Science unterstützten das Filmprojekt.